# Рос-Варанден
Рос-Варанде́н (фр. Roost-Warendin) — коммуна во Франции, регион О-де-Франс, департамент Нор, кантон Орши. Расположена в 7 км к северу от Дуэ и в 25 км к югу от Лилля, в 5 км от автомагистрали А21 «Рокада Миньер».
Население (2017) — 6 141 человек.

## Достопримечательности
- Шато Берникур XVIII века
- Церковь Святого Мартина 1827 года

## Экономика
Структура занятости населения:
- сельское хозяйство — 0,4 %
- промышленность — 6,8 %
- строительство — 10,5 %
- торговля, транспорт и сфера услуг — 45,6 %
- государственные и муниципальные службы — 36,7 %

Уровень безработицы (2017) — 16,8 % (Франция в целом — 12,8 %, департамент Нор — 17,2 %). 

Среднегодовой доход на 1 человека, евро (2017) — 19 240 (Франция в целом — 25 140, департамент Нор — 18 575).

## Демография
Динамика численности населения, чел.

## Администрация
Пост мэра Рос-Варандена с 2006 года возглавляет Лионель Курдаво (Lionel Courdavault). На муниципальных выборах 2020 года возглавляемый им левый список одержал победу в 1-м туре, получив 64,01 % голосов.
| Период | Период | Фамилия             | Партия                  | Примечания                         |
| ------ | ------ | ------------------- | ----------------------- | ---------------------------------- |
| 1973   | 1984   | Жан-Батист Дапвриль | Социалистическая партия | член Национального совета шахтеров |
| 1984   | 2005   | Ив Дено             | Социалистическая партия |                                    |
| 2005   |        | Лионель Курдаво     | Разные левые            | учитель                            |

## Города-побретимы
- Хальтерн-ам-Зе, Германия

## Галерея

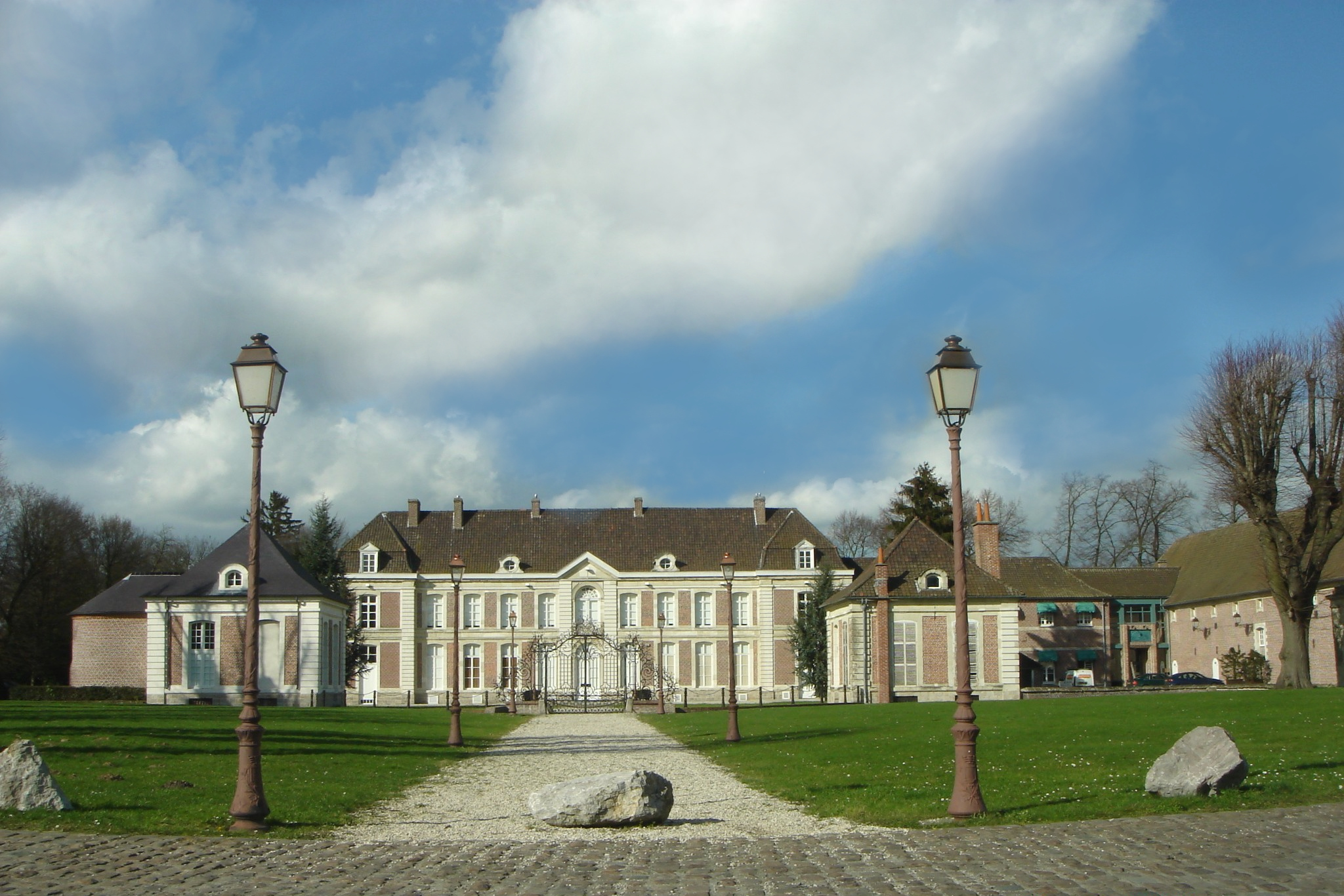
Шато Берникур
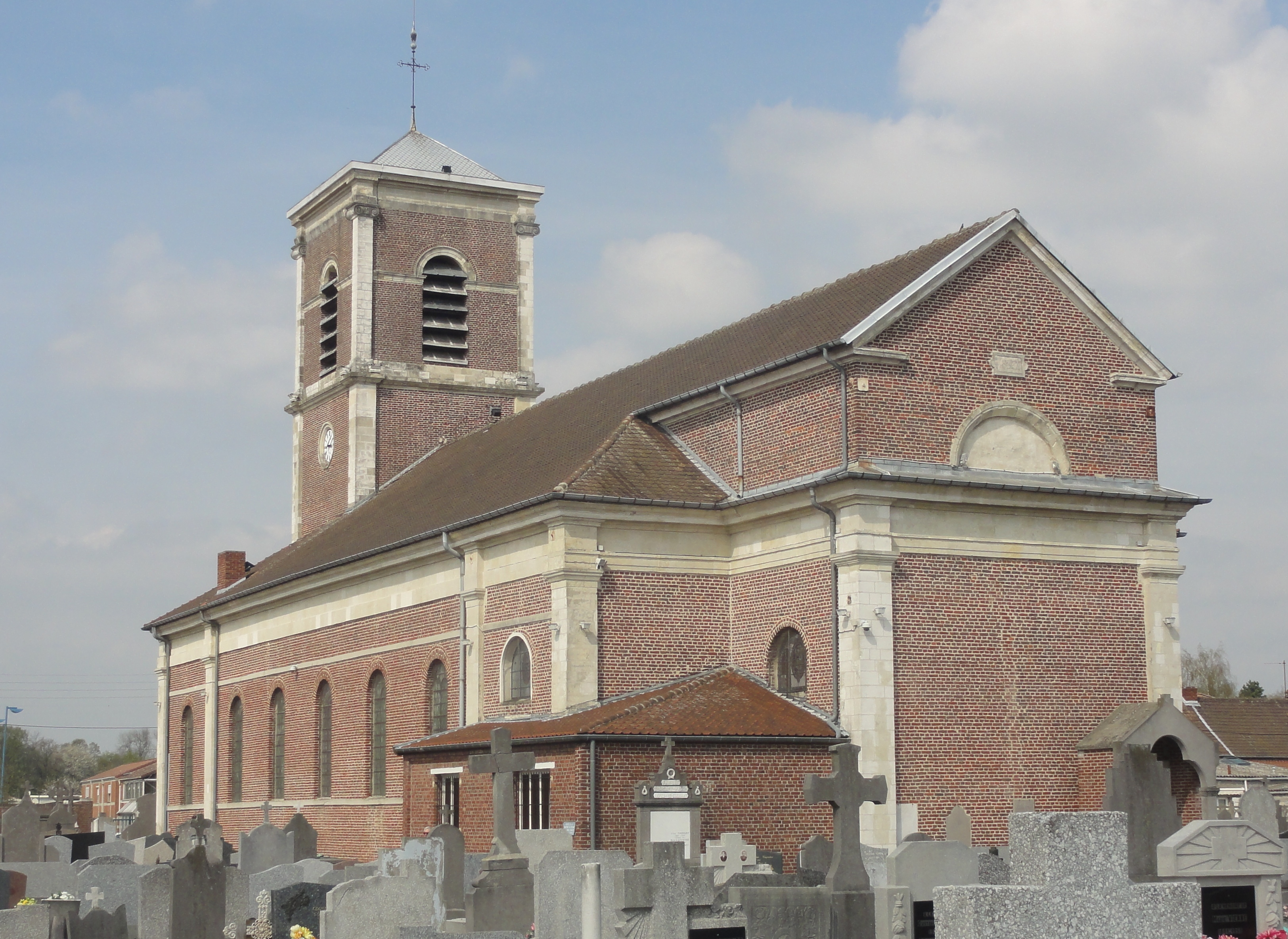
Церковь Святого Мартина
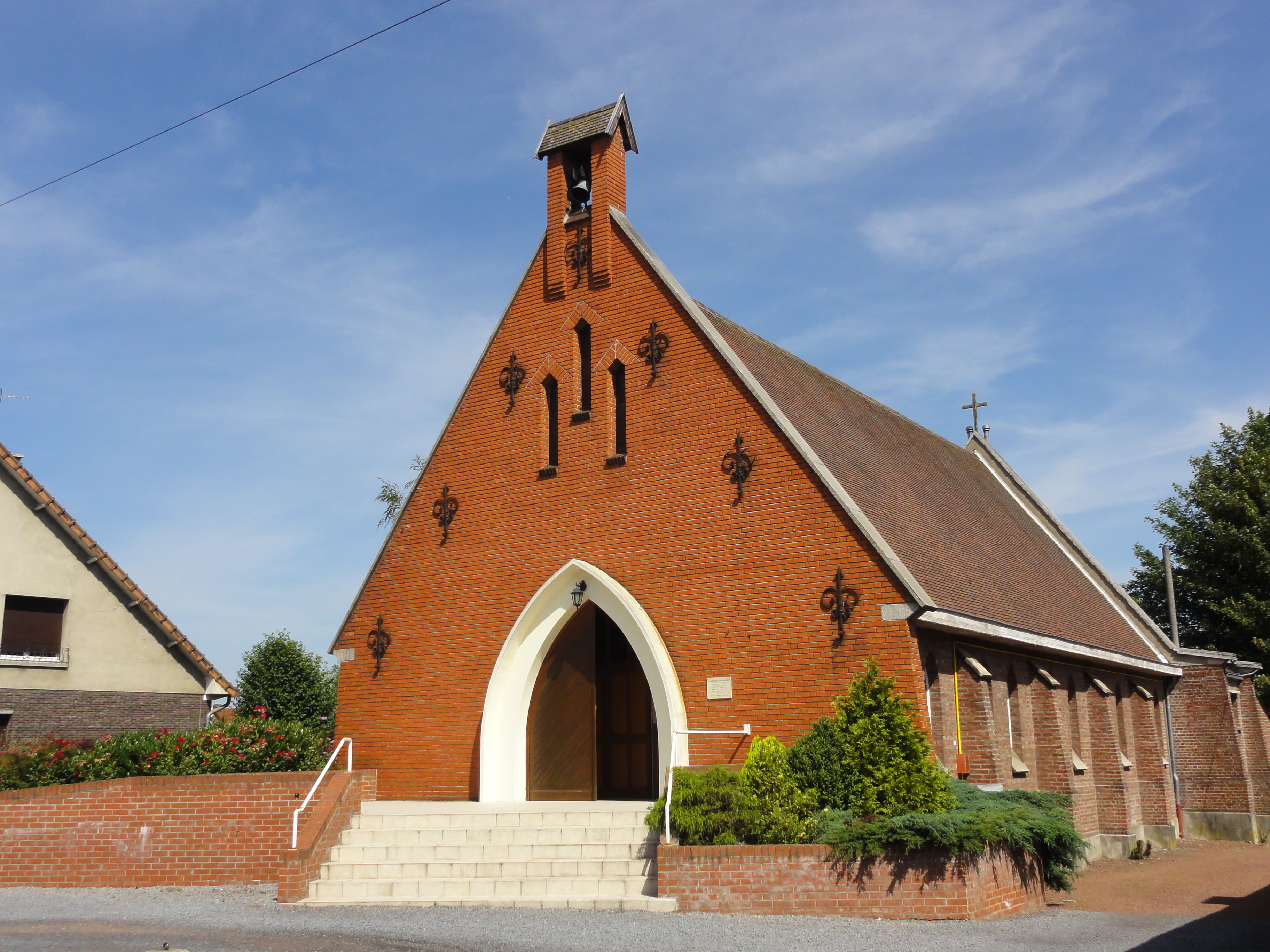
Часовня Святой Риты

1. 1 2  база данных о французских коммунах — Национальный географический институт Франции, 2015.